# Favorites Volume One
Favorites Volume One è un album raccolta dei Legs Diamond, pubblicato nel 2004 per l'etichetta discografica Diamond Records.

## Tracce
1. Stage Fright (Prince) 5:10
2. Rat Race (Diamond, Prince) 6:48
3. Woman (Diamond, Rodeo, Sanford) 6:46
4. Underworld King (Diamond, Romeo) 3:44
5. Out on Bail (May, Poole, Prince, Sanford) 3:47
6. Fugitive (May, Prince) 4:12
7. Walkaway (Prince) 4:55
8. Rock Doktor (May, Prince, Sanford) 4:10
9. Symptoms of Passion (Diamond, Prince) 3:38
10. Winds of Fortune (Prince) 3:48
11. Town Bad Girl (Prince, Romeo) 4:09
12. I Am for You (Christie, Prince, Romeo) 4:22
13. The Wish (Marcus, Prince, Sanford) 7:38
14. Loneliness (Prince, Romeo) 5:01 (traccia inedita bonus)
15. This Time Around (Prince, Romeo) 5:07 (traccia inedita bonus)